# Honda NSX (2016)
La Honda NSX di seconda generazione,  commercializzata come Acura NSX in Nord America, Kuwait e Cina, è una coupé sportiva ibrida a 2 posti con motore centrale prodotta dalla casa automobilistica giapponese Honda negli Stati Uniti dal 2016 fino al novembre 2022.
Il nome richiama l'originale NSX prodotta in Giappone dal 1990 al 2005.

## Profilo

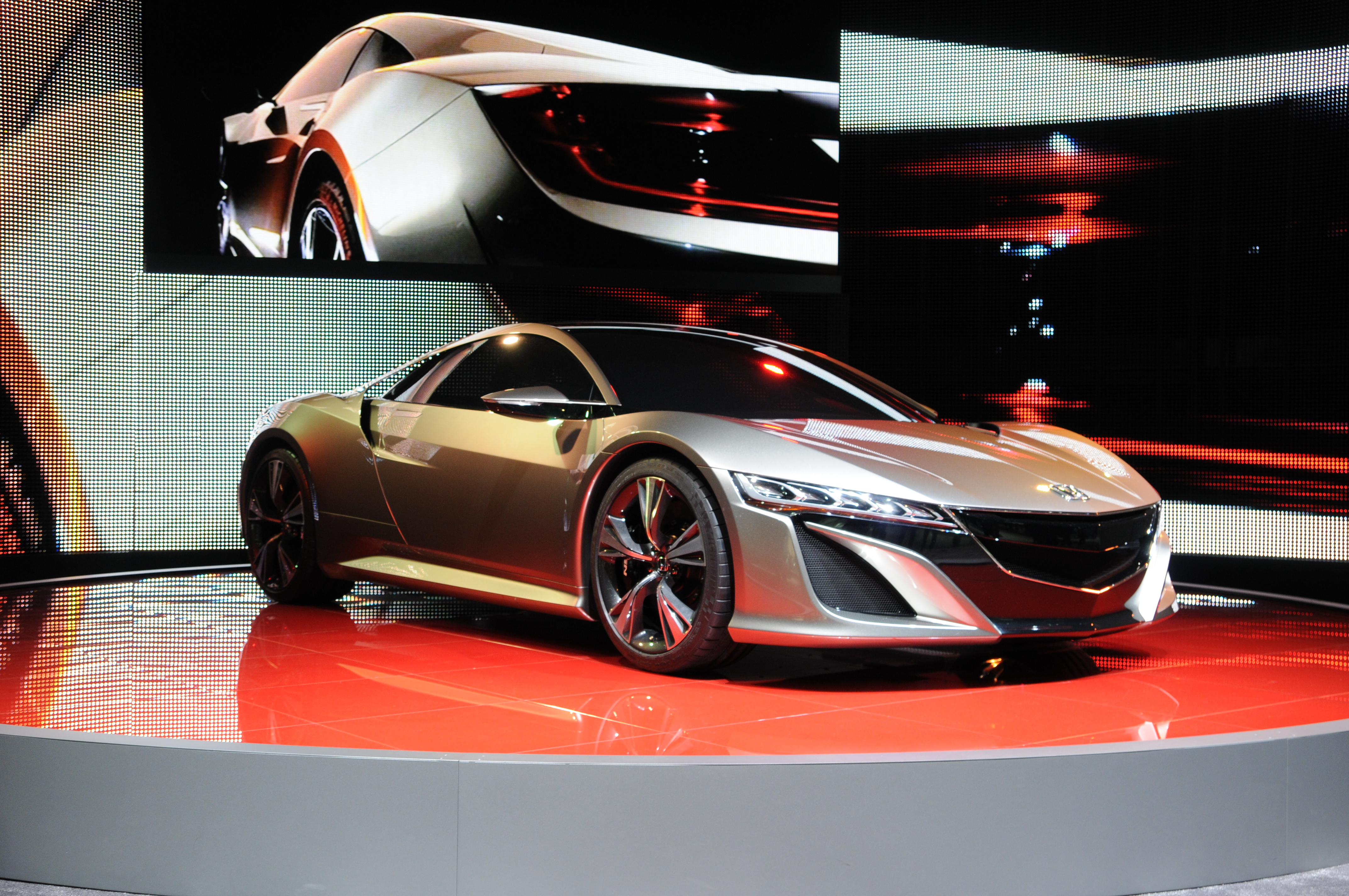
Concept della NSX a Ginevra 2012

La NSX è stata anticipata nei primi mesi del 2012 da una concept car presentata in anteprima prima con il marchio Acura al salone di New York e poi con il marchio a Ginevra.
Dopo la presentazione ufficiale avvenuta in occasione del salone dell'automobile di Detroit nel 2015, la seconda generazione della Honda NSX viene prodotta dall'anno successivo presso lo stabilimento Honda Manufacturing Center a Marysville (Ohio) negli Stati Uniti dalla divisione americana della Honda, la Acura.
Il propulsore è montato separatamente dalla Honda nel suo stabilimento motori ad Anna, nell'Ohio. Ogni anno vengono prodotti circa 1500 veicoli.
In Nord America, il veicolo è commercializzato con il marchio Acura. Il primo veicolo di produzione è stato venduto ad un'asta di beneficenza il 29 gennaio 2016, per circa 1,2 milioni di dollari.

## Tecnica

### Motore

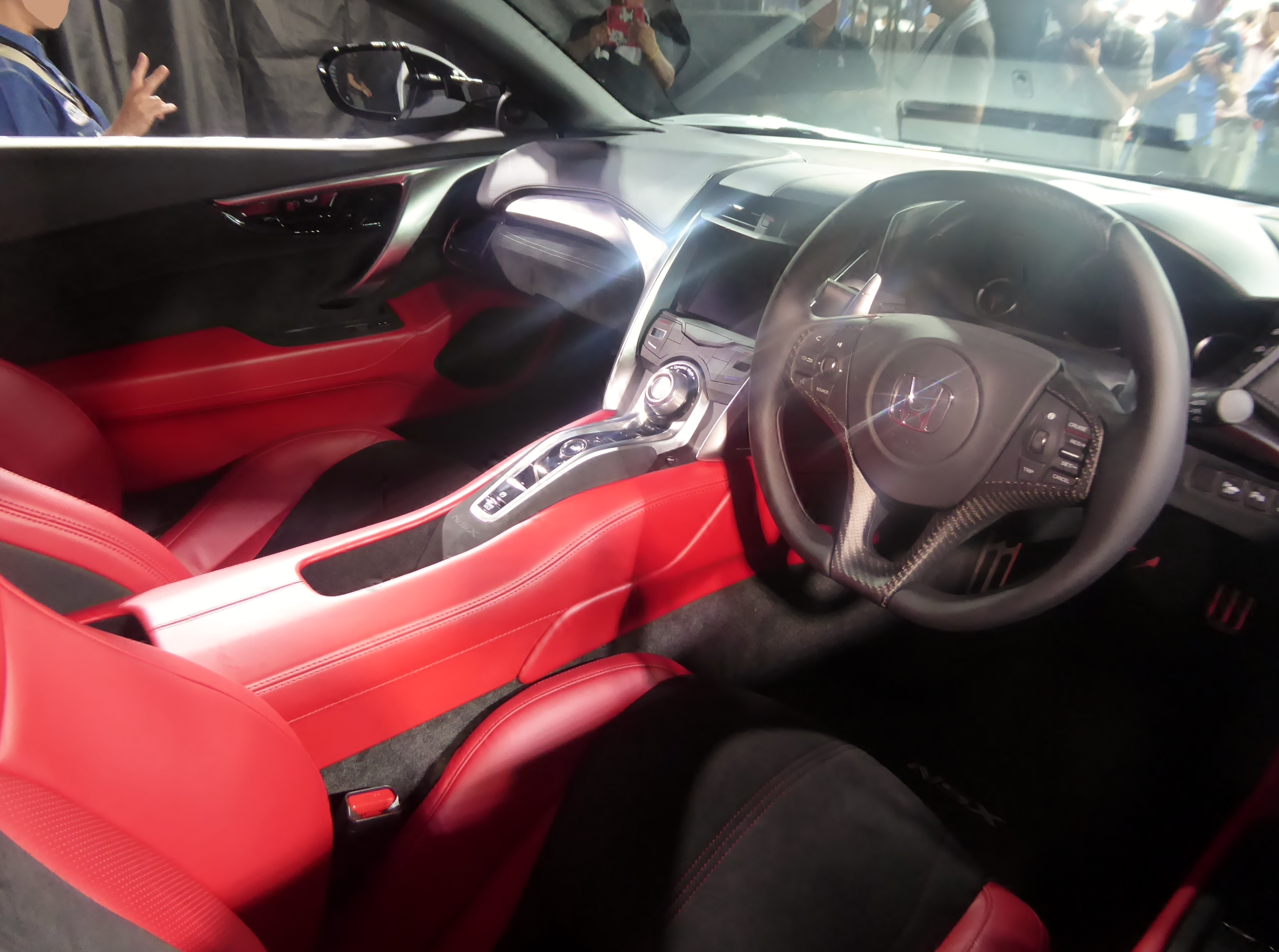
Interno di una NSX con guida a destra

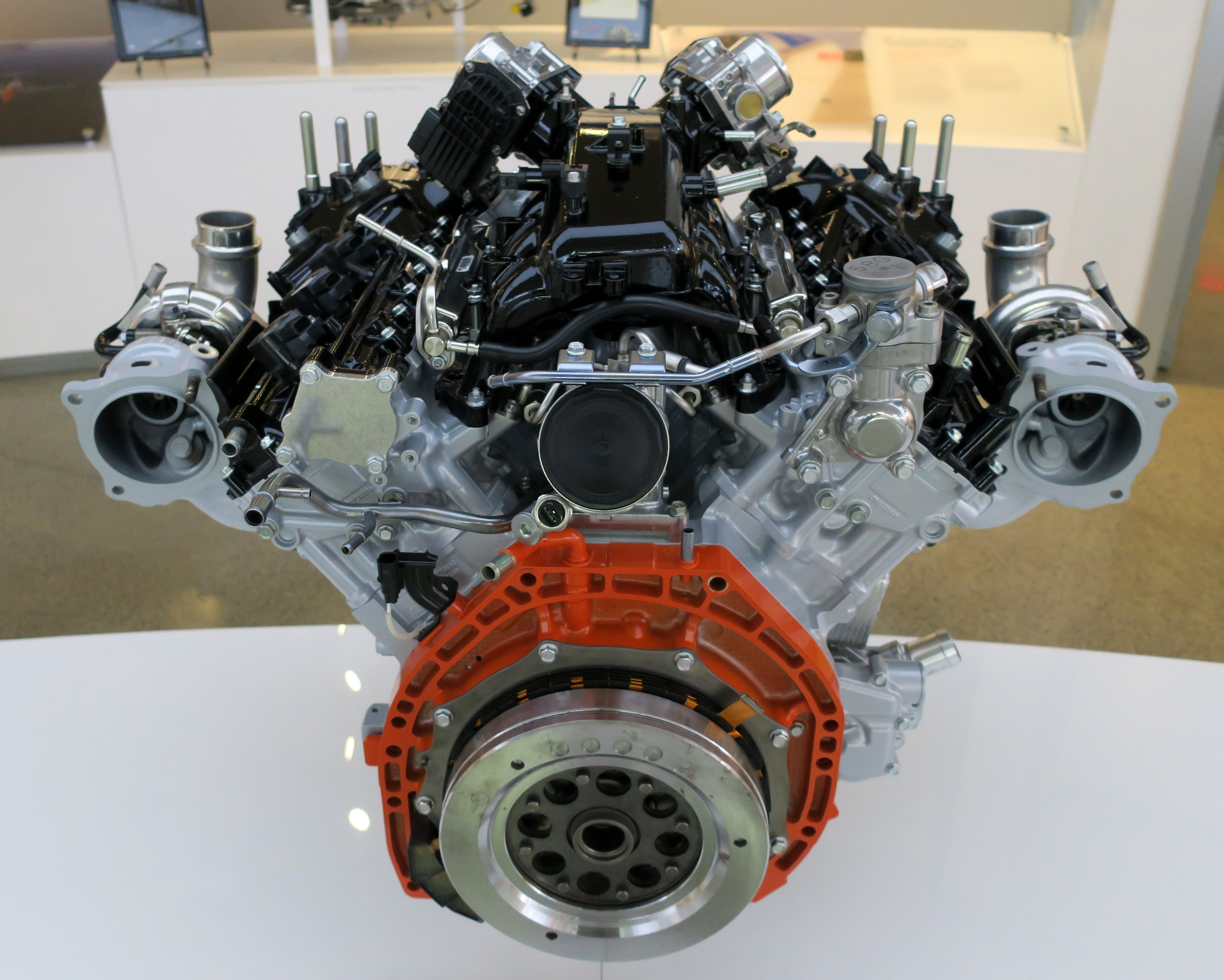
Motore

Meccanicamente, la seconda generazione NSX si allontana significativamente dalla prima generazione in quanto si tratta di un veicolo ibrido: è dotata di un motore con distribuzione DOHC da 3,5 litri VTEC con architettura V6 con bancate a 75 gradi twin-turbo che produce 507 CV di potenza a 6500-7500 giri/min e 550 Nm di coppia tra i 2000-6000 giri/mim, abbinato ad un motore elettrico da 48 CV e 147 Nm di coppia posto posteriormente tra il propulsore e il cambio a doppia frizione a 9 velocità (DCT); altri due motori elettrici da 37 CV e 73 Nm ciascuno sono posti sull'asse anteriore creando un sistema per la gestione dell'applicazione della coppia creando l'effetto torque vectoring, del sistema propulsivo ibrido della vettura denominato Sport Hybrid SH-AWD che dà vita a una trazione integrale. La produzione totale della potenza è di 581 CV con una coppia totale di 646 Nm. La casa dichiara che la NSX accelera da 0 a 60 mph (96,56 km/h) in meno di tre secondi e raggiunge una velocità massima di 308 km/h. Lo sterzo è del tipo elettromeccanico a rapporto variabile. Molte componenti fondamentali del motore, tra cui testata e monoblocco, vengono realizzate in Inghilterra dalla Cosworth dopo un accordo firmato nel 2010.

### Carrozzeria
La NSX è dotata di 10 radiatori adibiti a raffreddare varie parti meccaniche della vettura: tre refrigerano il motore V6, due i turbocompressori, altri due il cambio automatico, altri due la centralina elettronica di potenza e uno per i motori elettrici anteriori. Inoltre l'aerodinamica è molto curata ed essa ha influenzato molto la linea della vettura, che è stata disegnata da un team guidato dalla designer Michelle Christensen. Il flusso d’aria che investe le ruote anteriori passa lungo tutta la fiancata della vettura seguendo le scalfature della carrozzeria fino alle prese d'aria presenti sopra i fanali posteriori, da cui poi il getto d'aria si unisce a quello del diffusore posto nella parte sottostante della NSX, per creare così una forza deportante sull'asse posteriore senza ricorrere a spoiler o alette aerodinamiche, generando carico aerodinamico.

### Telaio
Strutturalmente, il corpo vettura utilizza un design spaceframe; tutto ciò è realizzato con molteplici materiali differenti: il telaio è costruito in alluminio con rinforzi in acciaio ad altissima resistenza, mentre per il pavimento della scocca viene usata la fibra di carbonio. La carrozzeria è invece realizzata con un composto multimateriale.

## Evoluzione

### Aggiornamento 2019

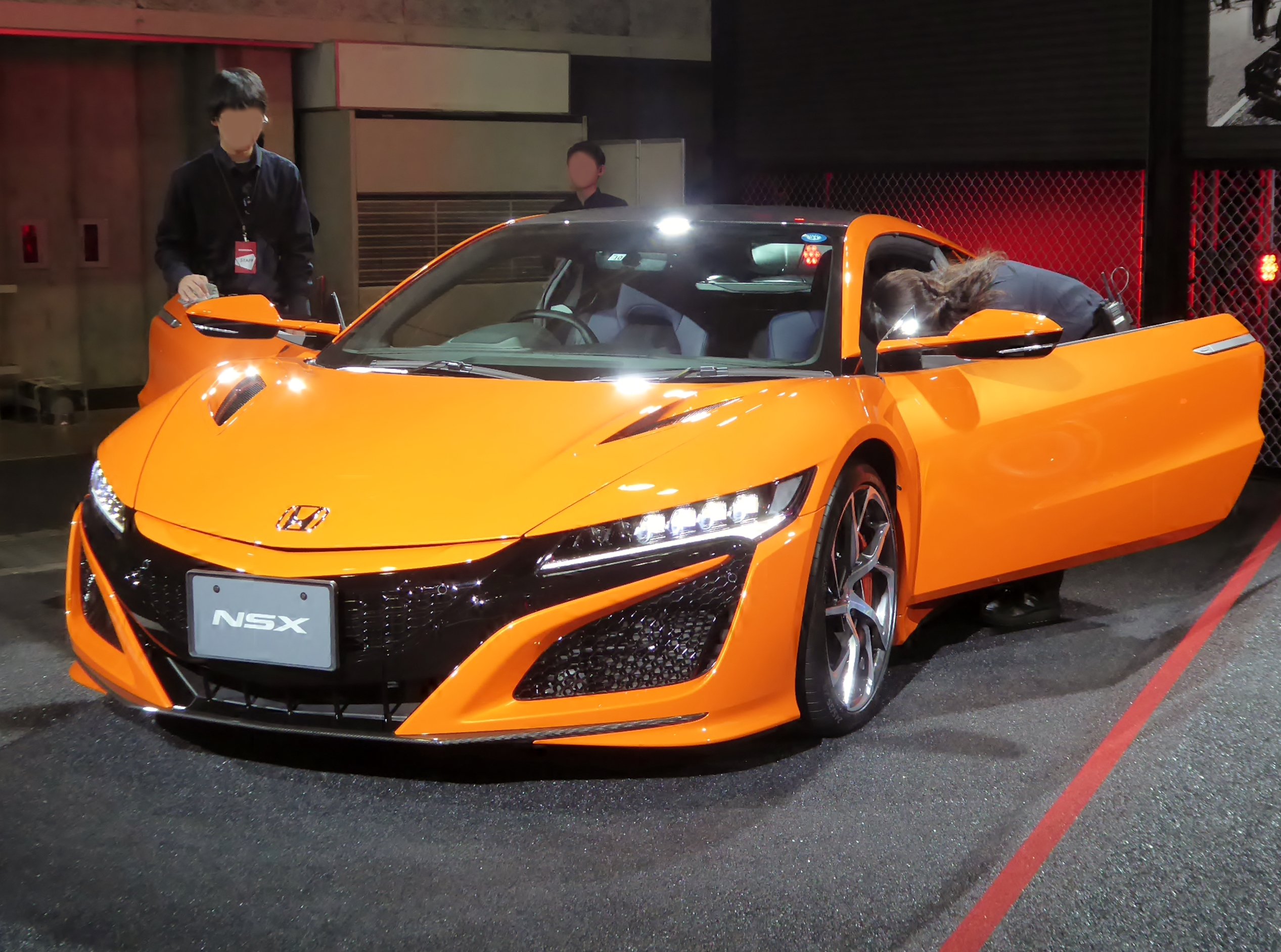
Honda NSX restyling all'Osaka Motor Show 2019

Nell'agosto 2018 Honda ha annunciato una versione rinnovata della NSX, un model year caratterizzato da una serie di miglioramenti e aggiornamenti volti ad affinare la vettura. Le modifiche riguardano l'assetto, irrigidito attraverso barre stabilizzatrici anteriori e posteriori più grandi, che aumentano la rigidità dell'avantreno del 26% e del retrotreno del 19%, oltre a boccole posteriori più rigide del 21%. Sono stati montati nuovi pneumatici della Continental appositamente sviluppati per la vettura e apportate delle ottimizzazioni al software di gestione del sistema Sport Hybrid SH-AWD, agli ammortizzatori magnetoreologici attivi e al servosterzo elettrico. Altri cambiamenti consistono nell'adattamento del propulsore alle normative Euro 6d-temp, con l'adozione di un filtro antiparticolato e un miglioramento della reattività del motore con l'adozione di nuovi iniettori e un turbocompressore rivisto per migliorarne la risposta alle alte temperature.

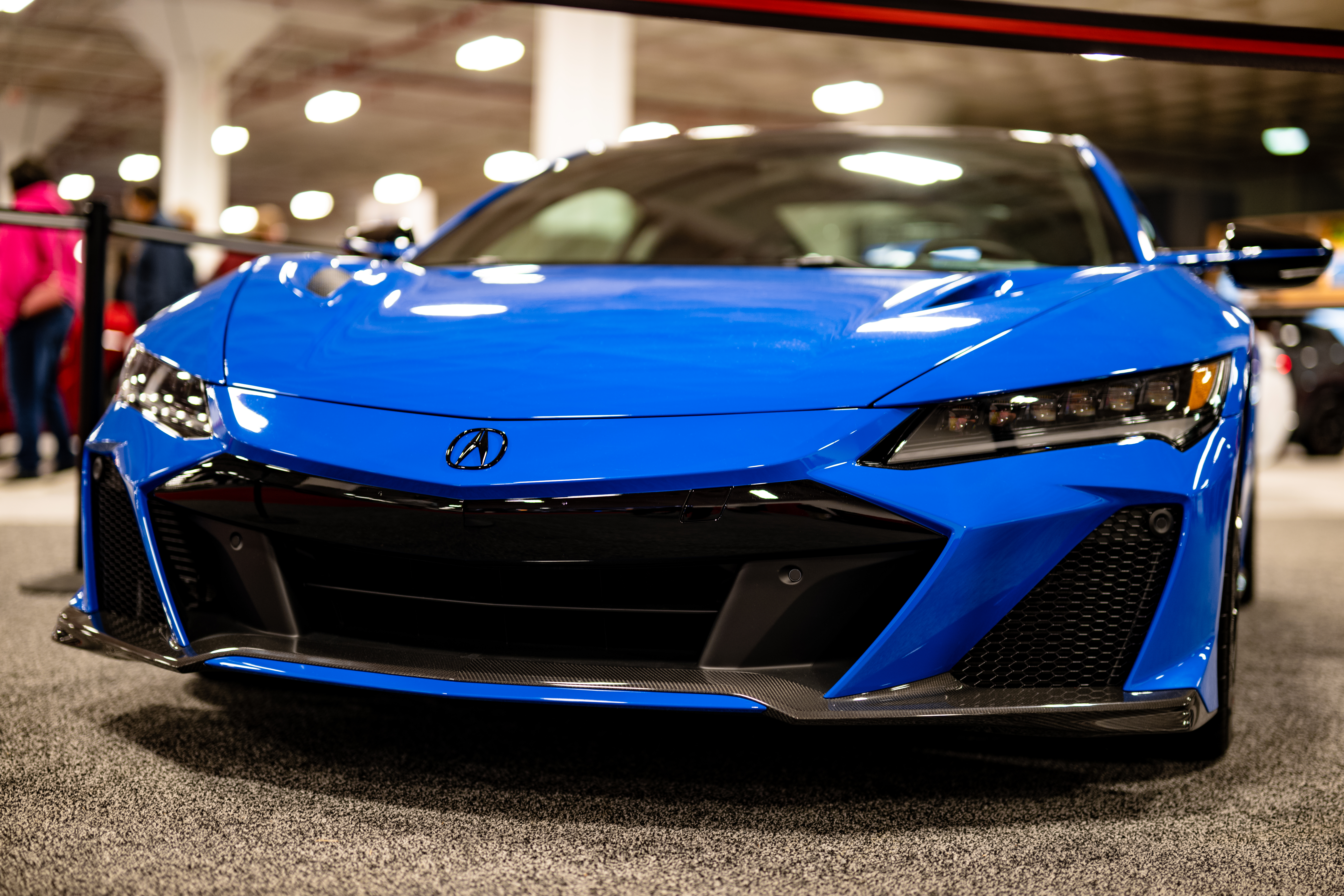
Acura NSX Type S

Nel circuito di test della Honda a Suzuka, queste modifiche hanno reso la vettura mediamente 2 secondi al giro più veloce. Inoltre c'è una nuova colorazione della carrozzeria chiamata Thermal Orange Pearl. Nell'abitacolo ci sono stati cambiamenti di dettaglio, con nuovi sedili più sportivi.

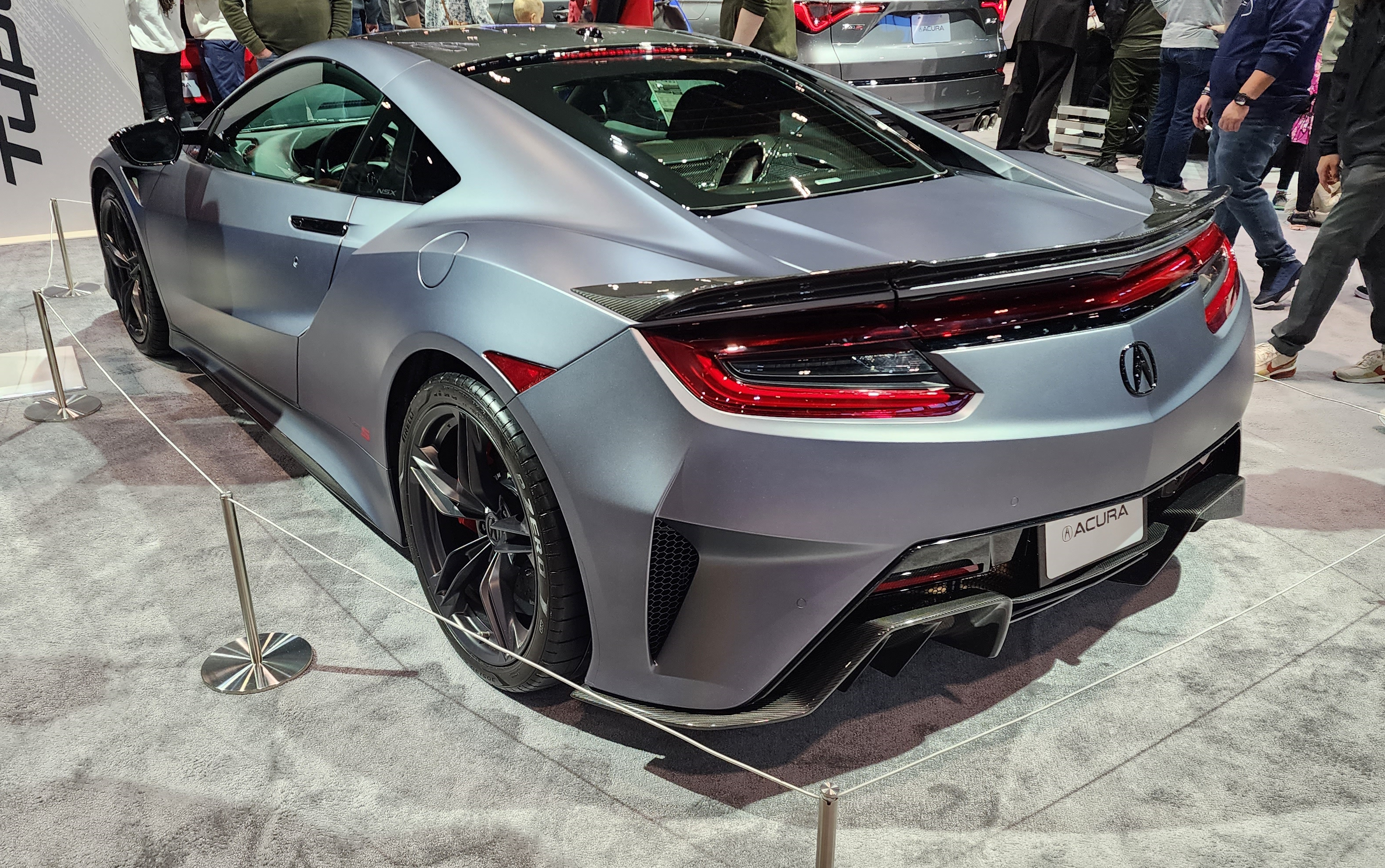
Acura NSX Type S

### NSX Type S
Nell'agosto 2021 è stata presentata la variante più performante denominata NSX Type S. Realizzata in taratura limitata in soli 350 unità (300 per l'America e 50 per l'Europa), oltre ad essere la versione più prestazionale rappresenta anche l'ultima prodotta, in quanto Honda ha programmato la fine della produzione senza nessuna erede o nuova generazione.